# Серидо (Параиба)
Серидо (порт. Seridó)  —  муниципалитет в Бразилии, входит в штат Параиба. Составная часть мезорегиона Борборема. Входит в экономико-статистический  микрорегион Серидо-Ориентал-Параибану. Население составляет 9737 человек на 2007 год. Занимает площадь 276,46 км². Плотность населения — 35,23 чел./км².
Праздник города — 22 декабря. 

## История
Город основан в 1961 году.

## Статистика
- Валовой внутренний продукт на 2003 год составляет 14 218 171,00 реалов (данные: Бразильский институт географии и статистики).
- Валовой внутренний продукт на душу населения на 2003 год составляет 1480,91 реалов (данные: Бразильский институт географии и статистики).
- Индекс развития человеческого потенциала на 2000 год составляет 0,575 (данные: Программа развития ООН).

## География
Климат местности: полупустыня.